# Vera Solutions
Vera Solutions — индийское социальное предприятие, которое создаёт облачные сервисы и мобильные приложения на платформе Force.com, чтобы улучшить работу с данными для социальных предприятий и некоммерческих фондов во всём мире. Компания продвигает свои простые и рентабельные программы, которые упрощают обработку данных в реальном времени, автоматизируют процессы и повышают производительность труда. Технологии Vera Solutions помогают собирать, анализировать и использовать данные социальных предприятий и инвесторов в таких областях, как здравоохранение, образование, инновации, экономика, финансы и урегулирование конфликтов в развивающихся странах. Клиентами Vera Solutions являются почти 150 организаций в 40 странах мира.  

## История
Основатели Vera Solutions Зак Кауфман, Тейлор Доунс и Карти Субраманиан встретились в 2008 году в Южной Африке, работая на организацию по борьбе со СПИДом. Тогда они столкнулись с проблемой неэффективной обработки данных через бумажные документы и сложные файлы. Вскоре Кауфман, Доунс и Субраманиан разработали приложение, которое облегчало работу с данными, повышало эффективность сотен предприятий и организаций, а также помогало им упростить документооборот и коммуникации с инвесторами.
В 2012 году журнал Forbes внёс Зака Кауфмана, Тейлора Доунса и Карти Субраманиана в число 30-и лучших социальных предпринимателей мира. В 2014 году Зак Кауфман и Vera Solutions были награждены Bluhm/Helfand Social Innovation Fellowship.